# Emmanuel Jal
Emmanuel Jal (født 1980) er en rapper fra Sudan. Han har også været børnesoldat og politisk aktivist.

## Diskografi
- 2004 - Gua - Independent
- 2005 - Help!: A Day in the Life - War Child
- 2005 - The Rough Guide to the Music of Sudan - World Music Network
- 2005 - Ceasefire - Riverboat
- 2006 - Live 8 at Eden: Africa Calling - Emd Int'l
- 2007 - Instant Karma: The Amnesty International Campaign To Save Darfur - Amnesty International USA og Art for Amnesty
- 2008 - Warchild - Sonic
- 2010 - Sudan Votes Music Hopes - MICT
- 2010 - Emmanuel Jal's 4th Studio Album
- 2010 - Sudan Votes Music Hopes REMIXED "kuar" remix af Henrik Schwarz og Olof Dreijer (The Knife)
- 2012 - See Me Mama - Gatwitch Records